# Slottet, Sölvesborg
Slottet är ett bostadsområde i norra Sölvesborg som angränsar till Tivoli och Sölve.